# Enlisted
Enlisted là một trò chơi bắn súng góc nhìn thứ nhất dựa trên tiểu đội (MMO), lấy bối cảnh theo các trận chiến lớn trong Thế chiến thứ hai, trò chơi do Darkflow Software phát triển và Gaijin Entertainment phát hành. Đây là một trong những game khởi chạy Xbox Series X/S và là trò chơi độc quyền có thời hạn. Ngày 2 tháng 3 năm 2021, phiên bản Beta đã đóng trên PlayStation 5. Ngày 8 tháng 4 năm 2021, trò chơi được phát hành trên PC dưới dạng thử nghiệm beta.

## Lối chơi
Enlisted dựa trên đội hình, với mỗi người chơi điều khiển một đội bộ binh hoặc một đội xe. Người chơi điều khiển một đội gồm 4-9 binh sĩ (được đại diện bằng sư đoàn của quân đội quốc gia thực của họ ngoài đời, chẳng hạn như Sư đoàn bộ binh số 1 thuộc các lớp khác nhau, được trang bị vũ khí hạn chế theo lớp như súng trường, súng tiểu liên, súng máy, súng bắn tỉa, súng cối, súng chống tăng, hoặc súng phun lửa; nói cách khác, người chơi có thể điều khiển binh đoàn của xe tăng hoặc máy bay chiến đấu (ít nhất một trong những binh đoàn này phải được trang bị để sử dụng trong menu). Người chơi điều khiển một trong những người lính trong đội của họ, có thể ra lệnh và chuyển đổi giữa những người lính AI khác trong đội của họ. Các đội, binh lính và vũ khí của người chơi có thể được quản lý trong menu chính, nơi các đội có thể được trang bị và nâng cấp, có thể mua binh lính và vũ khí, đồng thời có thể chuyển đổi các chế độ chơi và chiến dịch đã chọn.
Người chơi chiến đấu trong các bản đồ lớn dựa trên các trận chiến lớn trong Chiến tranh Thế giới thứ hai trên  Mặt trận phía Đông và Mặt trận phía Tây của Thế chiến thứ hai. Người chơi chiến đấu với nhau trong hai đội đại diện cho Đồng minh (Hồng quân, Quân đội Hoa Kỳ, Quân đội Anh) và Phe Trục (Wehrmacht, Quân đội Hoàng gia Ý,Quân Đội Nhật Bản) ; các phe phái cụ thể được sử dụng phụ thuộc vào bản đồ. Trò chơi có sáu chiến dịch: Trận Moscow, Xâm lược Normandy, Trận Tunisia và Trận Berlin , Mặt Trận Thái Bình Dương và Trận Stalingrad.

## Đánh giá
XboxEra đánh giá Enlisted 5/10, nói rằng các yếu tố tốt nhất của trò chơi là "tầm thường" và các yếu tố tồi tệ nhất của nó "thực sự đáng sợ". XboxEra khen ngợi khả năng xử lý súng, nhưng chỉ trích cách điều khiển không thoải mái, nhạc nền chung chung và hiệu suất kém. Những lời chỉ trích nặng nề đã được đưa ra đối với hệ thống tiến trình người chơi chậm chạp, trong đó mỗi vật phẩm phải được mua riêng lẻ cho từng người lính trong mỗi đội, gọi là hệ thống trả tiền-để-thắng.
Một bài đánh giá của Penny Arcade ca ngợi Enlisted, gọi đây là "một bom tấn" và "trò chơi bắn súng Thế chiến thứ hai hay nhất".